# Sandschenke
Sandschenke (auch Sandschänke) ist ein Dorf im Landkreis Görlitz in Sachsen. Die Siedlung entstand ursprünglich als Dorfkrug von Kosel und gehört heute jeweils etwa zur Hälfte zum Ortsteil Kosel der Stadt Niesky und zum Ortsteil Trebus der Gemeinde Hähnichen. Das Gasthaus, nach dem die Siedlung benannt ist, steht unter Denkmalschutz.

## Lage
Sandschenke liegt in der Oberlausitz, rund fünf Kilometer nördlich von Niesky und 20 Kilometer Luftlinie südöstlich von Weißwasser. Umliegende Ortschaften sind Stannewisch im Norden, Trebus im Nordosten, Niesky und Zeche im Süden, See und Petershain im Südwesten, Neu-Kosel im Westen und Kosel im Nordwesten.
Sandschenke liegt an der Bundesstraße 115 zwischen Cottbus und Niesky.

## Geschichte

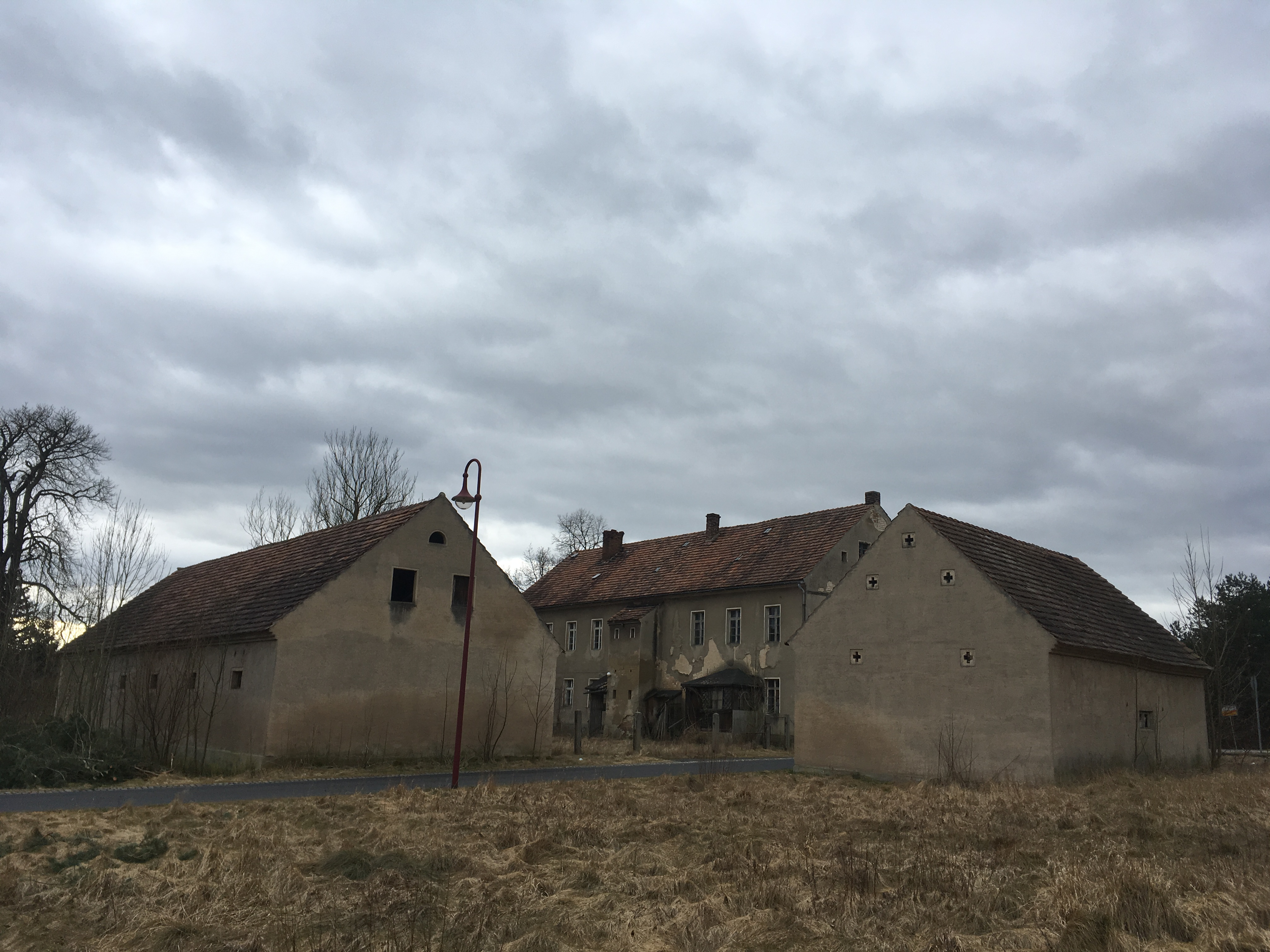
Das gesamte Denkmal mit Nebengebäuden von Osten

Die Siedlung Sandschenke entstand im Jahr 1867 als Gasthof der Landgemeinde Nieder Kosel. Der Ortsname beschreibt einen auf sandigem Boden angelegten Gasthof. In der Anfangszeit wurde die Siedlung aus Neue Schänke genannt. Sandschenke gehörte im 19. und frühen 20. Jahrhundert zum Landkreis Rothenburg (Ob. Laus.) im preußischen Regierungsbezirk Liegnitz in der Provinz Schlesien. Im Jahr 1919 wurde die Provinz Schlesien aufgeteilt, dabei kam die Sandschenke zur Provinz Niederschlesien. 1929 wurden die Gemeinden Ober Kosel und Nieder Kosel zu der neuen Gemeinde Kosel vereinigt. Von 1938 bis 1941 gehörte Sandschenke wieder zur Provinz Schlesien, danach wieder zu Niederschlesien.
Die Schreibweise des Ortsnamens variierte später zwischen den Schreibweisen Sandschenke und Sandschänke. Nach dem Zweiten Weltkrieg lag die Sandschenke in der Sowjetischen Besatzungszone. Am 16. Januar 1947 kam der Ort zum Landkreis Weißwasser-Görlitz, der im folgenden Jahr in Landkreis Niesky umbenannt wurde. Seit 1949 gehörte die Sandschenke zur DDR. Bei der Kreisreform am 25. Juli 1952 wurde die Gemeinde Kosel mit dem Ortsteil Sandschenke dem Kreis Niesky im Bezirk Dresden zugeordnet. Nach der Wiedervereinigung gehörte der Ort zunächst zum Landkreis Niesky in Sachsen, der bei der Kreisreform in Sachsen von 1994 im neu gebildeten Niederschlesischen Oberlausitzkreis aufging. Am 1. Januar 1994 wurde Trebus nach Hähnichen und am 1. März 1994 Kosel nach Niesky eingemeindet. Durch diese Kommunalreformen kamen auch die Teile des Ortes Sandschenke zu den jeweiligen Kommunen.
Das Gasthaus und die östlich davon gelegenen Gebäude liegen seitdem in der Gemarkung von Trebus, alle südlich des Gasthofes gelegenen Gebäude gehören mit Ausnahme des Gebäudes Neulänge 52/53 zur Stadt Niesky. Der Niederschlesische Oberlausitzkreis wurde am 1. August 2008 aufgelöst, seitdem ist der Ort Sandschenke ein Teil des Landkreises Görlitz.